# Zeltnera nudicaulis
Zeltnera nudicaulis là một loài thực vật có hoa trong họ Long đởm. Loài này được (Engelm.) G. Mans. mô tả khoa học đầu tiên năm 2004.